# Alex von Falkenhausen Motorenbau
Pour les articles homonymes, voir AFM.
Alex von Falkenhausen Motorenbau (ou Alexander von Falkenhausen, München) ou plus généralement appelé AFM  est un ancien constructeur automobile allemand. 
AFM fut fondée en 1948 par l'allemand Alexander von Falkenhausen, connu pour avoir travaillé sur la BMW 328.
En 1952, AFM participe au Grand Prix de Suisse avec l'Allemand Hans Stuck. Jusqu'en 1953, des écuries privés engagent des monoplaces AFM en championnat.

## Résultats en championnat du monde de Formule 1
| Saison | Écurie                           | Châssis | Moteur        | Pneus     | Pilotes    | Grands Prix disputés | Points inscrits | Classement |
| ------ | -------------------------------- | ------- | ------------- | --------- | ---------- | -------------------- | --------------- | ---------- |
| 1952   | Alex von Falkenhausen Motorenbau | AFM 6   | Küchen 2.0 V8 | Englebert | Hans Stuck | Suisse               | 0               | n.c.       |

| Saison | Écurie            | Châssis | Moteur      | Pneus     | Pilotes           | Grands Prix disputés |
| ------ | ----------------- | ------- | ----------- | --------- | ----------------- | -------------------- |
| 1952   | Willi Heeks       | AFM 6   | BMW 328     | Englebert | Willi Heeks       | 1                    |
| 1952   | Helmut Niedermayr | AFM 6   | BMW 328     | Englebert | Helmut Niedermayr | 1                    |
| 1952   | Willi Krakau      | AFM 6   | BMW 328     | ?         | Willi Krakau      | 1                    |
| 1952   | Ludwig Fischer    | AFM 6   | BMW 328     | ?         | Ludwig Fischer    | 1                    |
| 1953   | Hans Stuck        | AFM 6   | Bristol BS1 | Dunlop    | Hans Stuck        | 2                    |
| 1953   | Helmut Niedermayr | AFM 6   | BMW 328     | Dunlop    | Theo Fitzau       | 1                    |
| 1953   | Günther Bechem    | AFM 6   | BMW 328     | Dunlop    | Günther Bechem    | 1                    |
| 1953   | Adolf-Werner Lang | AFM 6   | BMW 328     | Dunlop    | Adolf Lang        | 1                    |
| 1953   | Hans Blees        | AFM 6   | BMW 328     | Dunlop    | Hans Blees        | 1                    |